# Chlosyne hoffmanni
Chlosyne hoffmanni är en fjärilsart som beskrevs av Hans Hermann Behr 1863. Chlosyne hoffmanni ingår i släktet Chlosyne och familjen praktfjärilar. Inga underarter finns listade i Catalogue of Life.